# آینده نزدیک
آینده نزدیک (به انگلیسی: The Inevitable) نام کتابی است نوشتهٔ کوین کلی نویسندهٔ آمریکایی، که اولین بار در سال ۲۰۱۶ منتشر شد.
کتاب آینده نزدیک در مورد ۱۲ فناوری جدیدی صحبت می‌کند که احتمالاً در آینده ای نه چندان دور بر روی سبک زندگی انسان‌ها تأثیر می‌گذارد. از این دوازده فناوری می‌توان به فناوری‌هایی مثل هوش مصنوعی یا فیلتر کردن و اینترنت اشیا اشاره کرد.
این کتاب در ایران توسط شایان تقی‌نژاد در سال ۱۳۹۸ توسط نشر آموخته به فارسی برگردانده شده‌است.